# Liste der Monuments historiques in Vœgtlinshoffen
Die Liste der Monuments historiques in Vœgtlinshoffen führt die Monuments historiques in der französischen Gemeinde Vœgtlinshoffen auf.

## Liste der Objekte
| Bezeichnung                      | Beschreibung | Standort                        | Kennzeichnung | Schutzstatus | Datum | Bild |
| -------------------------------- | --- | ------------------------------- | ------------- | ------------ | ----- | ---- |
| Kreuzigungsgruppe                | Holz, farbig gefasst und vergoldet, 18. Jahrhundert | in der Kirche St-Nicolas (Lage) | PM68000417    | Classé       | 1973  |      |
| Hauptaltar und zwei Seitenaltäre | drei Altartisch, drei Retabel, ein Tabernakel und sechs Gemälde; Holz, farbig gefasst und vergoldet, sowie Ölfarbe auf Leinwand, Anfang des 18. Jahrhunderts; aus dem Kapuzinerkloster in Colmar | in der Kirche St-Nicolas (Lage) | PM68000415    | Classé       | 1973  |      |
| Orgel                            | Haupteintrag für PM68000950 | in der Kirche St-Nicolas (Lage) | PM68000949    | Inscrit      | 1998  |      |
| Orgelprospekt                    | 1768 von Jacques Besançon gebaut | in der Kirche St-Nicolas (Lage) | PM68000950    | Inscrit      | 1998  |      |
| Kanzel                           | Holz, teilweise vergoldet, 18. Jahrhundert; aus dem Kapuzinerkloster in Colmar | in der Kirche St-Nicolas (Lage) | PM68000416    | Classé       | 1973  |      |